# Национал-социалистическая трудовая партия России
Наро́дная социалисти́ческая па́ртия Росси́и «Ви́кинг» («Ви́тязь») (НСПР), с 1943 года — Национа́л-социалисти́ческая трудова́я па́ртия Росси́и (НСТПР), также «локотская партия», — коллаборационистская политическая организация, ориентировавшаяся на нацистскую идеологию и действовавшая в годы Второй мировой войны на оккупированных войсками Третьего Рейха территориях СССР, основанная бургомистром Локотского самоуправления («Локотской республики») Константином Воскобойником, после его смерти руководимая Брониславом Каминским. Идеологию партии определяют как «русский нацизм» и «крестьянский фашизм».

## Описание
Эрих фон дем Бах, давший приказ об аресте Каминского, после которого он был расстрелян, дал арестованному такую оценку: «Это был действительно очень странный человек… Он был скорее политиком, чем солдатом. Хотел стать конкурентом Власова… Он был русским националистом. Можно сказать, что его идеология была чем-то вроде русского нацизма».
Ниже приводятся программные пункты Манифеста НСПР:

Краткое название Народной социалистической партии — «ВИКИНГ» (Витязь). <НСПР> <…> берёт на себя обязательство создать правительство, которое обеспечит спокойствие, порядок и все условия, необходимые для процветания мирного труда в России, для поддержания её чести и достоинства.
В своей деятельности <НСПР> будет руководствоваться следующей программой:
1. Полное уничтожение в России коммунистического и колхозного строя.
2. Бесплатная передача крестьянству в вечное, наследственное пользование всей пахотной земли с правом аренды и обмена участков, но без права их продажи. (В руках одного гражданина может быть только один участок). Размер участка около 10 гектар в средней полосе России.
3. Бесплатное наделение в вечное, наследственное пользование каждого гражданина России усадебным участком, с правом обмена, но без права продажи. Размер участка в средней полосе России определяется приблизительно в 1 гектар.
4. Свободное развёртывание частной инициативы, в соответствии с чем разрешается частным лицам свободное занятие всеми ремёслами, промыслами, постройка фабрик и заводов. Размер капитала в частном владении ограничивается пятью миллионами золотых рублей на каждого совершеннолетнего гражданина.
5. Установление на всех видах производств 2-х месячного годового отпуска в целях использования его для работы на собственных усадебных участках. 
ПРИМЕЧАНИЕ: На вредных производствах продолжительность отпуска увеличивается до 4-х месяцев.
6. Наделение всех граждан бесплатно лесом из государственных дач для постройки жилищ.
7. Закрепление в собственность Государства лесов, железных дорог, содержимого недр земли и всех основных фабрик и заводов.
8. Амнистия всех комсомольцев.
9. Амнистия рядовых членов партии, не запятнавших себя издевательством над народом.
10. Амнистия всех коммунистов, с оружием в руках участвовавших в свержении сталинского режима.
11. Амнистия Героев Советского Союза.
12. Беспощадное уничтожение евреев, бывших комиссарами.

Свободный труд, частная собственность в пределах, установленных законом, государственный капитализм, дополненный и исправленный частной инициативой, и гражданская доблесть явятся основой построения нового государственного порядка в России.
Настоящая программа будет осуществлена после окончания войны и после прихода Народной социалистической партии к власти.
Воскобойник подписался в документе как Руководитель Народной социалистической партии Инженер Земля (КПВ). В нём же утверждено партийное знамя — «белое полотнище с образом Георгия Победоносца и с георгиевским крестом в верхнем левом углу знамени», которое также стало флагом Локотского самоуправления и флагом РОНА. А. Босси-Федриготти описал «штаб-квартиру» партии в Локте: «Первое, что бросается в глаза — знамя со свастикой, которое развивается перед зданием штаба группы Каминского. Рядом с этим флагом — знамя с георгиевским крестом. На обратной стороне флага — крест святого Георгия, который занимает такую же площадь, как и свастика на передней стороне. Перед штаб-квартирой… личный состав — частью бывшие красноармейцы, частью добровольцы из деревень. В качестве опознавательных знаков они носят повязки с изображением Георгиевского креста. Над входом в штаб-квартиру висит доска с надписью: „Штаб русской национал-социалистической партии“. Справа изображена свастика, слева — Георгиевский крест. Поверх этой доски установлено большое изображение святого Георгия, убивающего дракона».
Программа копировала ряд идей нацизма: например, сохранение основных средств производства в руках государства при существовании частной собственности. При этом, возможно, на содержание, отвечавшее прежде всего интересам крестьян, также повлияла либерализация экономики в эпоху НЭП. И. Ермолов считает, что «русский национал-социализм» представлял бы собой сочетание нацизма, русской национальной идеи и ориентированной на крестьянство экономики. Ю. Соловьёв на основании ориентированности на крестьянство даже называет идеологию НСПР «крестьянским фашизмом». Он также считает, что в то время как пункт 12 А. Даллин ошибочно считает нелогичным и появившимся с оглядкой на оккупационные власти, он на самом деле также основан на настроениях местных крестьян. Одним из наиболее серьёзных элементов локотской идеологии стал антисемитизм, что в статье на 44-летие Каминского ему было поставлено в число основных добродетелей. Грубый антисемитизм в партийной идеологии и пропаганде сопровождался жёсткой антиеврейской политикой, и Каминского знавшие его считали убеждённым антисемитом.
В 1942 году в «Голосе народа» стали появляться выдержки из программ и документов Национально-трудового союза (НТС) без указания авторов. Публиковались выдержки, которые не противоречили манифесту Воскобойника. В 1943 году, по воспоминаниям одного из членов НТС, в штаб-квартиру Союза пришла брошюра, подписанная «Национал-социалистическая партия России — Национально-трудовой союз», в которой была перепечатана программа НТС, однако все упоминания НТС, «национально-трудового строя» и «солидаризма» были выброшены или заменены на упоминания партии Каминского. Это вызвало протест в организации, однако в дальнейшем её члены пытались использовать НСТПР как средство продвижения собственных идей, но на совете НТС в 1944 году после отказа Каминского войти в подчинение Власова было принято решение ликвидировать Каминского, так как «его деятельность компрометировала Русское освободительное движение». При этом и после внедрения членов НТС сохранялся антисемитизм, а сталинский строй продолжали называть «иудо-большевистским».
После реорганизаций партии (см. ниже) составлялись и новые манифесты. В последней программе, программе НСТПР, отразилось влияние НТС и появилась их фразеология, однако Каминский ориентировался прежде всего на НСДАП, на что указывало даже новое название. В Манифесте РННСП (1942) говорилось «о дружественной нам по духу и идеям Народной национал-социалистической партии и ее бессмертным руководителем Адольфом Гитлером». Программные пункты Манифеста НСТПР (1943) были следующими:

1. Свержение кровавого большевистского строя в России.
2. Создание суверенного государства, объединяющего народы России.
3. Признание за отдельными национальностями России, созревшими к самостоятельному существованию, права на самоопределение.
4. Путем создания в Новой России справедливого социального трудового строя ликвидировать искусственно созданную большевиками классово-сословную рознь.

<…>
1. Земля должна быть передана в частное пользование крестьянам.

2. Рабочий из крепостного пролетария должен быть превращен в свободного труженика, участника создаваемых им прибылей.
 3. Творчество интеллигенции должно быть свободно от политических оков. Полная свобода печати. 
4. Все имущественные права бывших помещиков и капиталистов (русских, а также иностранных) считать утерянными. Еврейским интернациональным идеям мы противопоставляем силу национальных идей — любовь к своей Родине и к своему Народу!
Соловьёв считает, что эта программа была основана не только на интересах крестьянства, но и на оккупационной и коллаборационистской пропаганде. При этом, как он пишет, в ней нет ничего «специфично фашистского или нацистского», а название могло быть выбрано «как символ политической силы, наиболее враждебной коммунистическому режиму с точки зрения самого этого режима».
В результате реорганизации у партии появилась подробная централизованная структура. Высшим органом стал съезд, затем — Центральный организационный комитет (ЦОК), областные, районные и низовые партийные организации. Бюджет партии складывался из вступительных и членских взносов. Вступить мог любой, будучи старше 18 лет и не будучи евреем. В неё в обязательном порядке должны были вступить все работники самоуправления и командный состав РОНА. Был также написан и Устав Союза русской молодёжи (СРМ) — молодёжного крыла партии и русского аналога гитлерюгенда:

1. Воспитание у молодого поколения россиян чувства любви к Родине, к своему народу.
2. Всемерная помощь и активное участие в борьбе за свержение и установление нового национально-трудового строя в России.
3. Разоблачение учения Маркса, как вредного и антинародного, выгодного только еврейству, не имеющему родины.
4. Привитие любви ко всякому труду, направленному на благо государства и нации, помня, что труд — источник собственности, трудовая собственность — залог свободы.
5. Воспитание любви к науке и искусству.
6. Воспитание высоких моральных и нравственных качеств, честности и солидарности.
7. Всемерное развитие физической культуры и спорта, направленное на укрепление здоровья.

СРМ строился по территориально-производственному признаку при наличии от трёх до 10 членов. Собрания Союза должны были созываться не менее трех раз в месяц. Ячейки СРМ имелись и в отрядах РОНА. Членам Союза вменялось в обязанность всеми мерами пропагандировать идеи «Российского Дела».

## История
Организаторов новой партии отличала амбициозность и ненависть к сталинскому режиму при слабом представлении о том, как организовывать партию. И Каминский, и Воскобойник, были «технарями». Единственное, на что могли опираться основатели НСПР, было устройство ВКП(б) (поскольку других партий не было), нацистские пропагандистские листовки и возможное участие Воскобойника в партии эсеров.
25 ноября 1941 года были напечатаны эмоциональное Воззвание, Приказ № 1, в котором Воскобойник призывал военнослужащих Красной Армии немедленно сдаваться, угрожая в случае неподчинения «уничтожать на месте», и Манифест НСПР, в котором говорилось, что партия появилась в «подполье в сибирских концлагерях». Манифест содержал программу партии, идеологически нацеленную на русский национализм и сотрудничество с нацистами, но главным образом на решение социальных и экономических вопросов. А. Даллин назвал этот документ «курьёзной смесью принципов и пожеланий», считая нелогичным пункт 12, но при этом И. Ермолов и Ю. Соловьёв считают, что Манифест был основан на настроениях населения, в первую очередь крестьянства (по мнению Соловьёва, даже пункт 12). Началась кампания по его распространению в пределах Орловской, Курской, Смоленской и Черниговской областей. Документ не вызвал широкого отклика, и в партию в основном вступали сотрудники новой администрации и милиции. Однако уже в декабре, после реализации некоторых пунктов, если верить докладу НКВД, было создано пять ячеек партии в Брасовском районе — по несколько десятков членов партии и по нескольку сотен сочувствующих в каждой ячейке. Нацисты препятствовали появлению ячеек в регионах вне Локтя, однако прямо не запрещали партию, так как видели в её основателях пропагандистов «нового порядка» и организаторов антипартизанской борьбы. К началу 1942 года партия насчитывала около 300 членов, в неё вступили все сотрудники самоуправления, волостных управ и полиции. Для вступления было необходимо заполнить анкету, написать заявление и автобиографию (несколько позже автобиографию отменили). Рекомендаций и поручительств не требовалось. Вступление делалось в обход германского командования. Члены «Народной милиции», которые также охраняли и партию, носили повязки с чёрным Георгиевским крестом, за что получили прозвище «чернокрестники». Этот символ станет символом Локтя, РОНА и впоследствии бригады СС «РОНА».
8 января 1942 года Воскобойник был убит. После его смерти пост Руководителя НСПР занял Бронислав Каминский. В то время как Воскобойника характеризовали как интеллигента, о Каминском писали как о человеке жёстком и деспотичном. Р. Н. Редлих дал ему такую характеристику: «Он стоял на позициях: всё равно с кем, хоть с чёртом, лишь бы большевиков резать. Хорошие немцы, плохие, а мне какое дело… Он был зверский антикоммунист, как сейчас говорят — пещерный». Журналист-коллаборационист Бобров, эвакуировавшийся с нацистами и «каминцами» на Запад, написал статью «Страшное безмолвие России», в которой, «весьма вольно трактуя факты», попытался «реабилитировать… хотя бы часть каминцев», противопоставив «интеллигента» Воскобойника и его «замечательное начинание» Каминскому, которого он прямо обвинил во всех негативных явлениях локотского движения. Новый «врид Руководителя» активно продолжил деятельность и следил, чтоб не появились «конкуренты»: например, летом он летом запретил организацию «Блок просвещенцев».
В марте 1942 года Каминский направил через оккупационные власти письмо Гитлеру, в котором писал об интересах крестьянства, о трудности организовать частное предпринимательство и о том, что «необходимо время, чтобы осуществить переход от государственной экономики к экономике, основанной на частной собственности…» А. Даллин пишет, что Гитлер «насколько известно… утвердил проведение эксперимента, хотя остается неясным, насколько конкретным оказалось это одобрение». В апреле Каминский переименовал НСПР в  Русскую народную национал-социалистическую партию (РННСП), в «Голосе народа» печаталась новая программа. К лету Каминский приостановил развитие партии, так как понимал, что нацисты его видят исполнителем чисто военных задач, и считал, что нужно заслужить их одобрение. С. В. Мосин возражал, что нужно и дальше развивать партию и дописать программу, однако тот отвечал, что «надо выждать более подходящего времени».
Влияние не распространялось дальше ЛАО. Изначально Воскобойник рассчитывал на успех, надеялся на помощь нацистов в переброске своей пропаганды в тыл Красной армии и даже ожидал приглашения в Берлин. Однако партия так и не была официально разрешена нацистскими властями и не была легализована на оккупированной территории, поскольку возникновение партии, провозгласившей своей целью борьбу за русские национальные интересы, в будущем могло помешать реализации плану колонизации СССР. При этом Каминский и другие руководители верили в скорую легализацию: 20 ноября 1942 года Каминский был принят командующим 2-й танковой армией Шмидтом и его штабом, после чего сказал: «По всей вероятности, в ближайшем будущем мы получим официальное разрешение на создание русской национал-социалистической партии». Возможность развёртывания «Викинга» в нацистскую партию беспокоила и органы госбезопасности. В их официальных отчётах даётся искажённая информация: Воскобойник упоминается как «Воскобойников», а партия указана как "националистическая организация «Всея Россия». Мосин, будучи одним из главных организаторов НСПР, следующим образом на допросе описал формирование партии: 

Данная антисоветская организация фактически была создана в ноябре 1941 года, юридически же она оформилась в 1943 году. Был создан центральный оргкомитет этой организации, и при моём непосредственном участии были разработаны программа, устав и манифест, а также я лично принимал участие в создании областных, районных и низовых организаций НСТПР. Основной задачей НСТПР являлось путём вооруженной борьбы уничтожение советского государства и создание нового демократического государства при содействии немецких штыков. СССР я лично не считал и не считаю демократическим государством… Мы же имели в виду построить новое демократическое государство на основе мелкой частной собственности. Мы хотели использовать немецкие штыки для уничтожения советской власти в России и установления демократического государства, а затем изгнать немцев из России.
 При этом Каминский иначе представлял будущее: он надеялся, что после победы Рейха в России будет организовано «национальное правительство», в которым бывшим организаторам ЛАО будут даны министерские посты.
В 1943 году «Локотская республика» прекратила существование, а «каминцы» эвакуировались и в Лепеле попытались организовать «Лепельскую республику». В ноябре-декабре 1943 года, во время нахождения РОНА в оккупированной Беларуси, была предпринята реорганизации НСПР для поддержания духа. Партия была переименована в Национал-социалистическую трудовую партию России (НСТПР, сперва — Национал-социалистическую партию России). Реорганизация партии была вызвана также тем, что Каминский узнал о запрещённой в Германии партии, которая при этом вела работу на оккупированных территориях (НТС) и опасался, что эта партия может стать серьёзным конкурентом ему. ЦОК составили Мосин, П. Д. Бокшанский, М. Г. Васюков, Н. Ф. Вощило и капитан Г. Е. Хомутов — член НТС. В реорганизации партии также активно приняли участие и другие члены НТС, так как ячейки партии виделись им ростками будущего антисоветского партизанского движения, и они использовали партию для пропаганды своих идей — идей «третьей силы» в войне (развёртывание народного движения, которое бы свергло Сталина, но при этом боролось бы и против нацистов), классового солидаризма и антикоммунистического патриотизма. Партия сразу начала активную деятельность среди местного населения, отделения партии были созданы в Минске, Полоцке, Лепеле, Барановичах. ЦОК разместился в Лепеле, затем в Дятлово. В Бешенковичском районе к марту 1944 года действовало 8 первичных организаций, объединяющих 139 человек. Каминский в партийной деятельности практически не участвовал. В качестве «гитлерюгенда» партии был организован Союз русской молодёжи (СРМ). Был составлен и новый манифест, который, если верить указанию НКГБ, был в марте 1944 года оглашён германским радио.
Члены НТС довольно успешно внедряли свою идеологию в партию: на выступлениях слышались крамольные по мнению нацистов лозунги о «национально-трудовом строе» и будущей свободной России без большевиков, которая при этом не будет колонией (хотя говорилось о необходимости быть союзником Третьего Рейха). Вместе с ними звучали и лозунги о ликвидации «иудо-большевизма».
Деятельность партии прекратилась в июле 1944 года, с началом эвакуации гражданских беженцев и РОНА на Запад. 1 августа РОНА была развёрнута в 29-ю дивизию СС. При подавлении Варшавского восстания полк РОНА отличился зверствами, что вызвало конфликт Каминского с обергруппенфюрером СС Эрихом фон дем Бахом, командовавшим подавлением восстания. Фон дем Бах арестовал Каминского, на которого ранее поступил донос, обвиняющий его в работе на НКВД, после чего он был расстрелян. В сентябре, уже после смерти Каминского и ликвидации РОНА как формирования, было проведено последнее заседание центрального комитета НСТПР, на котором, по свидетельству A. Колокольцевой-Воскобойник, было принято решение о «ненужности продолжения партийной работы».